# Giovanni Andrea Pauletti
(Giuseppe Dalla Vedova. Biografie degli scrittori Padovani)
Giovanni Andrea Pauletti (Padova, 1641 – 1705) è stato uno storico e archivista italiano, riconosciuto come spia al servizio del Duca di Savoia.

## Biografia
Nato a Padova nel 1641, il Pauletti era un oscuro archivista cittadino, che si dilettava nello scrivere trattati storiografici. Il primo di questi volumi è la sua Historia di Torino con una succinta descrizione degli Stati di Casa Savoia, pubblicata da Giovan Battista Pasquati nel 1676: una trattazione insolita, se si tiene conto che nel XVII secolo lo stato sabaudo era ancora ben lungi dall'essere un'importante potenza. 
Appare chiara, dunque, la seconda attività del Pauletti, ovvero lo spionaggio: entrato al servizio del Duca di Savoia Carlo Emanuele II, dedicò al suo segreto protettore il suo primo scritto. Come secondo destinatario dell'opera, Carlo de Dondi Orologio, nobile padovano da poco insignito del titolo marchionale in Piemonte. 
Questa suo lavoro di informatore segreto gli costerà caro qualche anno più tardi, quando, nel marzo 1682, verrà incarcerato (ed in seguito liberato) nelle prigioni della Serenissima. 
Morirà nel 1705 per malattia. 
Tra le sue opere, si ricordano anche: 
- Le vittorie sicure della Triplice Lega contro dell'Ottomano protetta dalla lingua sacratissima del gloriosissimo santo Antonio di Padova, del 1685
- Il trionfo della fede, del 1686.